# 東京都内の通り
東京都内の通り（とうきょうとないのとおり）は、東京都が公告により通称を設定した通称道路の一覧である。通称道路はほとんどが国道または都道から成るが、構成する国道・都道と必ずしも同じ区間とは限らず、複数の道路を連結して呼ぶ場合もある。

## 歴史
- 1960年（昭和35年）12月 - オリンピック東京大会にむけ、都内の観光と交通の利便を目的に、主要道路に分かり易く親しみやすい名前をつけることを決定した。[1]
- 1961年（昭和36年）4月1日 - 東京都通称道路名設定審議会を設置[1]（1963年10月10日廃止[2]）
- 1962年（昭和37年）4月25日 - 幹線道路など44路線を公告
- 1963年（昭和38年）6月18日 - 補助線道路25路線を公告（計69路線）
- 1983年（昭和58年）4月 - 通称道路名設定要綱を決定し、通称道路名設定等検討委員会を設置[1]
- 1984年（昭和59年）5月1日 - 25路線について起点・終点などを変更、60路線を新たに設定（計129路線）
- 2013年（平成25年）4月 - 東京都通称道路名検討委員会を設置[3]
- 2014年（平成26年）4月1日 - 12路線について起点・終点などを変更、42路線を新たに設定（計171路線）[4]
- 2018年（平成30年）4月1日 - 1路線について名称を変更[5]

## 一覧
以下で「整理番号」とは、東京都建設局が頒布する「東京都通称道路名一覧表」「東京都通称道路名地図」に記載の番号である。
| 整理番号 | 通りの通称                                                                         | 読み                         | 起点                        | 終点                          | 備考 | 地域接続                    |
| -------- | ---------------------------------------------------------------------------------- | ---------------------------- | --------------------------- | ----------------------------- | --- | --------------------------- |
| 7        | 浅草通り                                                                           | あさくさどおり               | 台東区東上野四丁目          | 江東区亀戸三丁目              | 東京都道453号本郷亀戸線の一部 東京都道463号上野月島線の一部 | 23区内                      |
| 12       | 青山通り                                                                           | あおやまどおり               | 千代田区永田町一丁目        | 渋谷区渋谷三丁目              | 国道246号 | 23区内                      |
|          | 赤坂通り（表参道）                                                                 | あかさかどおり               |                             |                               | 東京都道413号赤坂杉並線の一部 | 23区内                      |
|          | 赤羽西口通り                                                                       | あかばねにしぐちどおり       |                             |                               | 東京都道460号中十条赤羽線 | 23区内                      |
|          | 赤羽東本通り                                                                       | あかばねひがしほんどおり     |                             |                               | 東京都市計画道路幹線街路補助線街路第89号の一部 | 23区内                      |
|          | 荒玉水道道路                                                                       | あらたますいどうどうろ       |                             |                               | 東京都道428号高円寺砧浄水場線 | 23区内                      |
| 139      | 淡島通り                                                                           | あわしまどおり               | 渋谷区神泉町                | 世田谷区若林二丁目            | 東京都道423号渋谷経堂線 | 23区内                      |
| 50       | 池上通り                                                                           | いけがみどおり               | 品川区南品川五丁目          | 大田区千鳥三丁目              | 東京都道421号東品川下丸子線 | 23区内                      |
| 1        | 内堀通り                                                                           | うちぼりどおり               | 千代田区霞ヶ関一丁目        | （周回）千代田区霞ヶ関一丁目  | 国道1号 国道20号 東京都道401号麹町竹平線 東京都道301号白山祝田田町線 | 23区内                      |
| 41       | 永代通り                                                                           | えいたいどおり               | 千代田区大手町一丁目        | 江東区新砂三丁目              | 東京都道403号大手町湯島線 国道1号 東京都道・千葉県道10号東京浦安線 | 23区内                      |
| 26       | 江戸通り                                                                           | えどどおり                   | 千代田区大手町二丁目        | 台東区花川戸二丁目            | 東京都道407号丸の内室町線 国道4号 国道6号 | 23区内                      |
|          | 恵比寿通り（白金北里通り）                                                         | えびすどおり                 |                             |                               | 東京都道305号芝新宿王子線の一部 | 23区内                      |
|          | 大泉駅前通り                                                                       | おおいずみえきまえどおり     |                             |                               | 東京都道233号東大泉田無線 東京都道・埼玉県道24号練馬所沢線の一部 | 23区内                      |
| 37       | 大久保通り                                                                         | おおくぼどおり               | 新宿区下宮比町              | 杉並区高円寺南一丁目          | 東京都道・埼玉県道25号飯田橋石神井新座線の一部 東京都道433号神楽坂高円寺線 | 23区内                      |
| 74       | 奥戸街道                                                                           | おくどかいどう               | 葛飾区立石一丁目            | 江戸川区西小岩二丁目          | 千葉県道・東京都道60号市川四ツ木線 | 23区内                      |
| 71       | 尾竹橋通り                                                                         | おたけばしどおり             | 台東区根岸三丁目            | 足立区東伊興町二丁目          | | 23区内                      |
| 82       | 外苑西通り（キラー通り、 プラチナ通り）                                            | がいえんにしどおり           | 新宿区富久町                | 港区白金台五丁目              | 東京都道418号北品川四谷線の一部 | 23区内                      |
| 46       | 外苑東通り                                                                         | がいえんひがしどおり         | 港区麻布台二丁目            | 新宿区早稲田鶴巻町            | 東京都道319号環状三号線の一部 | 23区内                      |
| 44       | 海岸通り                                                                           | かいがんどおり               | 港区東新橋一丁目            | 大田区平和島六丁目            | 国道357号 東京都道316号日本橋芝浦大森線 東京都道317号環状六号線 | 23区内                      |
| 126      | 旧海岸通り                                                                         | きゅうかいがんどおり         | 港区芝四丁目                | 品川区東品川一丁目            | 国道130号 東京都道316号日本橋芝浦大森線 港区道 | 23区内                      |
|          | 鍛冶橋通り                                                                         | かじばしどおり               | 中央区新川一丁目            | 千代田区皇居外苑              | | 23区内                      |
| 19       | 春日通り                                                                           | かすがどおり                 | 豊島区東池袋一丁目          | 墨田区横川五丁目              | 国道254号 東京都道453号本郷亀戸線の一部 墨田区道 | 23区内                      |
| 56       | 環七通り                                                                           | かんななどおり               | 大田区東海一丁目            | 江戸川区臨海町四丁目          | 東京都道318号環状七号線 | 23区内                      |
| 87       | 環八通り                                                                           | かんぱちどおり               | 大田区羽田空港一丁目        | 北区岩淵町                    | 国道131号 東京都道311号環状八号線 国道466号 | 23区内                      |
| 52       | 中杉通り（旧大山街道、永福通り、 松の木八幡通り）                                  | なかすぎどおり               | 杉並区阿佐谷南三丁目        | 練馬区貫井二丁目              | 東京都道427号瀬田貫井線 | 23区内                      |
|          | 大門通り、旧埼玉道、弁天通り、 豊玉庚申通り                                        | だいもんどおり               |                             |                               | 東京都道442号北町豊玉線 | 23区内                      |
| 53       | 北本通り                                                                           | きたほんどおり               | 北区王子一丁目              | 北区岩淵町                    | 国道122号 | 23区内                      |
| 124      | 旧白山通り（白山祝田通り、 愛宕通り）                                              | きゅうはくさんどおり         | 文京区白山二丁目            | 文京区白山五丁目              | 東京都道301号白山祝田田町線 | 23区内                      |
|          | 行幸通り                                                                           | ぎょうこうどおり             |                             |                               | 東京都道404号皇居前東京停車場線 | 23区内                      |
| 48       | 清洲橋通り                                                                         | きよすばしどおり             | 台東区北上野二丁目          | 江東区東砂五丁目              | | 23区内                      |
| 40       | 清澄通り                                                                           | きよすみどおり               | 墨田区吾妻橋一丁目          | 中央区勝どき六丁目            | 東京都道453号本郷亀戸線の一部 東京都道463号上野月島線の一部 | 23区内                      |
| 47       | 蔵前橋通り                                                                         | くらまえばしどおり           | 文京区湯島二丁目            | 江戸川区北小岩一丁目          | 文京区道、千代田区道、台東区道 東京都道315号御徒町小岩線 千葉県道・東京都道60号市川四ツ木線                                                                                        | 23区内                      |
| 28       | 京葉道路                                                                           | けいようどうろ               | 墨田区両国一丁目            | 江戸川区篠崎町二丁目          | 国道14号 | 23区内                      |
|          | 公園通り                                                                           | こうえんどおり               |                             |                               | 東京都道新宿副都心十二号線 | 23区内                      |
| 134      | 国際通り                                                                           | こくさいどおり               | 台東区蔵前三丁目            | 台東区三ノ輪一丁目            | 東京都道462号蔵前三ノ輪線 | 23区内                      |
| 135      | 道灌山通り                                                                         | どうかんやまどおり           | 文京区千駄木三丁目          | 荒川区西日暮里一丁目          | 東京都道457号駒込宮地線 | 23区内                      |
| 136      | 清砂大橋通り                                                                       | きよすなおおはしどおり       | 江東区新砂三丁目            | 江戸川区東葛西九丁目          | 東京都道・千葉県道10号東京浦安線支線 東京都道450号新荒川葛西堤防線 | 23区内                      |
| 137      | 有明通り                                                                           | ありあけどおり               | 中央区晴海二丁目            | 江東区有明二丁目              | 東京都道304号日比谷豊洲埠頭東雲町線支線 | 23区内                      |
| 138      | 環二通り                                                                           | かんにどおり                 | 港区虎ノ門二丁目            | 江東区有明二丁目              | | 23区内                      |
| 39       | 言問通り                                                                           | ことといどおり               | 文京区弥生一丁目            | 台東区浅草六丁目              | 東京都道319号環状三号線の一部 | 23区内                      |
| 32       | 駒沢通り                                                                           | こまざわどおり               | 渋谷区広尾一丁目            | 世田谷区玉川一丁目            | 東京都道416号古川橋二子玉川線 世田谷区道 | 23区内                      |
| 8        | 桜田通り                                                                           | さくらだどおり               | 千代田区霞ヶ関一丁目        | 品川区西五反田二丁目          | 国道1号 | 23区内                      |
| 76       | 篠崎街道                                                                           | しのざきかいどう             | 江戸川区東小岩三丁目        | 江戸川区江戸川三丁目          | | 23区内                      |
| 38       | 不忍通り                                                                           | しのばずどおり               | 文京区目白台二丁目          | 台東区上野二丁目              | 東京都道437号秋葉原雑司ヶ谷線の一部 | 23区内                      |
| 75       | 柴又街道                                                                           | しばまたかいどう             | 葛飾区金町三丁目            | 江戸川区江戸川一丁目          | 東京都道・千葉県道501号王子金町市川線の一部 | 23区内                      |
| 51       | 自由通り                                                                           | じゆうどおり                 | 大田区雪谷大塚町            | 世田谷区駒沢一丁目            | 東京都道426号上馬奥沢線 | 23区内                      |
| 14       | 新宿通り                                                                           | しんじゅくどおり             | 千代田区麹町一丁目          | 新宿区歌舞伎町一丁目          | 国道20号 新宿区道 東京都道430号新宿停車場前線 | 23区内                      |
| 84       | 新目白通り                                                                         | しんめじろどおり             | 文京区関口一丁目            | 新宿区中落合三丁目            | 東京都道8号千代田練馬田無線の一部 | 23区内                      |
|          | 昌平橋通り                                                                         | しょうへいばしどおり         |                             |                               | 国道17号の一部 東京都道452号神田白山線の一部 | 23区内                      |
| 24       | 昭和通り                                                                           | しょうわどおり               | 港区新橋一丁目              | 台東区根岸五丁目              | 国道4号 | 23区内                      |
|          | 水道道路                                                                           | すいどうどうろ               |                             |                               | 東京都道431号角筈和泉町線 | 23区内                      |
|          | すずらん通り                                                                       | -                            |                             |                               | 東京都道118号調布経堂停車場線 | 23区内                      |
|          | 諏訪通り                                                                           | すわどおり                   |                             |                               | 東京都道・埼玉県道25号飯田橋石神井新座線の一部 | 23区内                      |
| 86       | 千川通り                                                                           | せんかわどおり               | 豊島区南長崎六丁目          | 練馬区上石神井一丁目          | 東京都道439号椎名町上石神井線 | 23区内                      |
|          | プラタナス通り                                                                     | -                            |                             |                               | 東京都道436号小石川西巣鴨線 | 23区内                      |
|          | 宮仲公園通り                                                                       | みやなかこうえんどおり       |                             |                               | 東京都道436号小石川西巣鴨線 | 23区内                      |
| 140      | 要町通り                                                                           | かなめちょうどおり           | 豊島区要町一丁目            | 板橋区小茂根一丁目            | 東京都道441号池袋谷原線 | 23区内                      |
| 2        | 外堀通り                                                                           | そとぼりどおり               | 中央区八重州二丁目          | （周回）中央区八重州二丁目    | 東京都道405号外濠環状線 | 23区内                      |
| 88       | 高島通り（松月院通り）                                                             | たかしまどおり               | 板橋区坂下二丁目            | 板橋区三園一丁目              | 東京都道446号長後赤塚線 | 23区内                      |
|          | 田端駅前通り（小台橋通り、 アップルロード、みずき通り）                            | たばたえきまえどおり         |                             |                               | 東京都道458号白山小台線 | 23区-多摩                   |
| 43       | 多摩堤通り                                                                         | たまづつみどおり             | 大田区蒲田四丁目            | 世田谷区喜多見七丁目          | 東京都道11号大田調布線の一部 | 23区内                      |
| 6        | 中央通り（銀座通り、銀座中央通り）                                                 | ちゅうおうどおり             | 港区新橋一丁目              | 台東区上野六丁目              | 国道15号 国道1号 国道4号 国道17号 東京都道437号秋葉原雑司ヶ谷線の一部 東京都道452号神田白山線の一部                                                                                | 23区内                      |
|          | 土支田通り                                                                         | どしだどおり                 |                             |                               | 東京都道・埼玉県道68号練馬川口線の一部 | 23区内                      |
| 34       | 中野通り                                                                           | なかのどおり                 | 渋谷区笹塚二丁目            | 新宿区西落合四丁目            | 東京都道420号鮫洲大山線 | 23区内                      |
|          | 三宿通り                                                                           | みしゅくどおり               |                             |                               | 東京都道420号鮫洲大山線 | 23区内                      |
|          | 茶沢通り                                                                           | ちゃざわどおり               | 世田谷区大山町              | 世田谷区太子堂四丁目          | | 23区内                      |
|          | 26号線通り                                                                         | 26ごうせんどおり             |                             |                               | 東京都道420号鮫洲大山線 | 23区内                      |
| 25       | 日光街道                                                                           | にっこうかいどう             | 台東区根岸五丁目            | 足立区西保木間四丁目          | 国道4号 東京都道・埼玉県道49号足立越谷線 | 23区内                      |
|          | 日産通り（江北バス通り）                                                           | にっさんどおり               |                             |                               | 東京都道・千葉県道501号王子金町市川線 | 23区内                      |
| 131      | 江北橋通り                                                                         | こうほくばしどおり           | 足立区宮城二丁目            | 葛飾区亀有二丁目              | 東京都道・千葉県道501号王子金町市川線の一部 東京都道・埼玉県道58号台東川口線の一部 東京都道450号新荒川葛西堤防線の一部 東京都道467号千住新宿町線                                   | 23区内                      |
| 132      | 川の手通り                                                                         | かわのてどおり               | 荒川区南千住三丁目          | 足立区谷中四丁目              | 東京都道308号千住小松川葛西沖線の一部 東京都道314号言問大谷田線 | 23区内                      |
| 133      | ゆりのき橋通り                                                                     | ゆりのきばしどおり           | 墨田区東向島六丁目          | 江戸川区小松川三丁目          | 東京都道449号新荒川堤防線 | 23区内                      |
| 21       | 白山通り                                                                           | はくさんどおり               | 千代田区一ツ橋一丁目        | 豊島区西巣鴨三丁目            | 東京都道301号白山祝田田町線 国道17号 | 23区内                      |
|          | 橋場通り                                                                           | はしばどおり                 |                             |                               | 東京都道314号言問大谷田線の一部 | 23区内                      |
| 30       | 晴海通り                                                                           | はるみどおり                 | 千代田区日比谷公園          | 江東区東雲二丁目              | 国道1号 東京都道304号日比谷豊洲埠頭東雲町線 | 23区内                      |
|          | 光が丘南通り                                                                       | ひかりがおかみなみどおり     |                             |                               | 東京都道443号南田中町旭町線 | 23区内                      |
| 29       | 日比谷通り                                                                         | ひびやどおり                 | 千代田区大手町一丁目        | 港区芝四丁目                  | 東京都道403号大手町湯島線 国道1号 東京都道409号日比谷芝浦線 | 23区内                      |
| 77       | 船堀街道                                                                           | ふなぼりかいどう             | 江戸川区東小松川一丁目      | 江戸川区臨海町一丁目          | 東京都道308号千住小松川葛西沖線 | 23区内                      |
| 73       | 平和橋通り                                                                         | へいわばしどおり             | 足立区足立一丁目            | 江戸川区松島二丁目            | 東京都道308号千住小松川葛西沖線 | 23区内                      |
| 83       | 方南通り                                                                           | ほうなんどおり               | 新宿区西新宿五丁目          | 杉並区大宮二丁目              | 東京都道432号淀橋渋谷本町線 東京都道14号新宿国立線の一部 | 23区内                      |
| 72       | 墨堤通り                                                                           | ぼくていどおり               | 墨田区吾妻橋一丁目          | 足立区千住桜木二丁目          | 東京都道461号吾妻橋伊興町線 | 23区内                      |
| 23       | 本郷通り                                                                           | ほんごうどおり               | 千代田区神田錦町一丁目      | 北区滝野川一丁目              | 東京都道403号大手町湯島線 国道17号 東京都道455号本郷赤羽線 | 23区内                      |
|          | 前野中央通り（福寿通り）                                                           | まえのちゅうおうどおり       |                             |                               | 東京都道445号常盤台赤羽線 | 23区内                      |
| 78       | 丸八通り                                                                           | まるはちどおり               | 墨田区立花四丁目            | 江東区新砂三丁目              | 東京都道476号南砂町吾嬬町線 | 23区内                      |
| 45       | 三ツ目通り                                                                         | みつめどおり                 | 江東区辰己二丁目            | 墨田区向島一丁目              | 東京都道319号環状三号線 | 23区内                      |
| 3        | 明治通り                                                                           | めいじどおり                 | 港区南麻布二丁目            | 江東区夢の島                  | 東京都道416号古川橋二子玉川線 東京都道305号芝新宿王子線 国道122号 東京都道・千葉県道501号王子金町市川線の一部 東京都道306号王子千住夢の島線 東京都道・千葉県道10号東京浦安線の一部 | 23区内                      |
| 11       | 目黒通り                                                                           | めぐろどおり                 | 港区白金台一丁目            | 世田谷区玉堤二丁目            | 東京都道312号白金台町等々力線 | 23区内                      |
| 18       | 目白通り                                                                           | めじろどおり                 | 千代田区九段北一丁目        | 練馬区三原台二丁目            | 東京都道8号千代田練馬田無線 東京都道・埼玉県道24号練馬所沢線 | 23区内                      |
|          | 八重洲通り                                                                         | やえすどおり                 |                             |                               | | 23区内                      |
| 16       | 靖国通り（税務署通り、江戸通り、 職安通り、抜弁天通り、団子坂、 余丁町通り、台町坂 | やすくにどおり               | 中央区東日本橋二丁目        | 新宿区歌舞伎町一丁目          | 東京都道302号新宿両国線 | 23区内                      |
| 4        | 山手通り                                                                           | やまてどおり                 | 品川区東品川一丁目          | 板橋区氷川町                  | 国道357号 東京都道317号環状六号線 | 23区内                      |
| 125      | 旧山手通り                                                                         | きゅうやまてどおり           | 渋谷区猿楽町                | 渋谷区神泉町                  | 東京都道317号環状六号線支線 | 23区内                      |
|          | ソニー通り                                                                         | -                            | 品川区西五反田一丁目        | 品川区北品川四丁目            | 東京都道317号環状六号線支線 | 23区内                      |
|          | 吉野通り（コツ通り）                                                               | よしのどおり                 |                             |                               | 東京都道464号言問橋南千住線 | 23区内                      |
| 49       | 四ツ目通り                                                                         | よつめどおり                 | 墨田区京島一丁目            | 江東区東陽四丁目              | 東京都道465号深川吾嬬町線 | 23区内                      |
| 81       | 六本木通り                                                                         | ろっぽんぎどおり             | 千代田区霞ヶ関二丁目        | 渋谷区渋谷二丁目              | 東京都道412号霞ヶ関渋谷線 | 23区内                      |
| 36       | 早稲田通り                                                                         | わせだどおり                 | 千代田区九段北二丁目        | 杉並区上井草四丁目            | 千代田区道、新宿区道 東京都道・埼玉県道25号飯田橋石神井新座線 東京都道438号向井町新町線                                                                                            | 23区内                      |
| 127      | 旧早稲田通り                                                                       | きゅうわせだどおり           | 杉並区下井草一丁目          | 練馬区石神井台五丁目          | 東京都道・埼玉県道25号飯田橋石神井新座線 | 23区内                      |
| 5        | 第一京浜                                                                           | だいいちけいひん             | 港区東新橋一丁目            | 大田区東六郷三丁目            | 国道15号 | 23区-神奈川県               |
| 9        | 第二京浜                                                                           | だいにけいひん               | 品川区西五反田七丁目        | 大田区多摩川二丁目            | 国道1号 | 23区-神奈川県               |
| 10       | 中原街道                                                                           | なかはらかいどう             | 品川区西五反田七丁目        | 大田区田園調布本町            | 東京都道・神奈川県道2号東京丸子横浜線 | 23区-神奈川県               |
| 13       | 玉川通り                                                                           | たまがわどおり               | 渋谷区桜丘町                | 世田谷区玉川一丁目            | 国道246号 | 23区-神奈川県               |
|          | ガス橋通り                                                                         | がすばしどおり               |                             |                               | 東京都道・神奈川県道111号大田神奈川線 | 23区-神奈川県               |
| 55       | 産業道路                                                                           | さんぎょうどうろ             | 大田区大森東二丁目          | 大田区羽田二丁目              | 国道131号 東京都道・神奈川県道6号東京大師横浜線 | 23区-神奈川県               |
| 66       | 鎌倉街道                                                                           | かまくらかいどう             | 町田市森野五丁目            | 府中市本町一丁目              | 東京都道18号府中町田線 | 多摩-神奈川県               |
| 63       | 川崎街道                                                                           | かわさきかいどう             | 日野市日野本町一丁目        | 稲城市矢野口                  | 東京都道41号稲城日野線、 神奈川県道・東京都道9号川崎府中線の一部 | 多摩-神奈川県               |
| 65       | 鶴川街道                                                                           | つるかわかいどう             | 町田市原町田六丁目          | 調布市下石原一丁目            | | 多摩-神奈川県               |
| 153      | 成瀬街道                                                                           | なるせかいどう               | 町田市成瀬六丁目            | 町田市原町田二丁目            | 神奈川県道・東京都道140号川崎町田線 | 多摩-神奈川県               |
| 67       | 府中街道                                                                           | ふちゅうかいどう             | 稲城市大丸                  | 東村山市久米川五丁目          | 神奈川県道・東京都道9号川崎府中線の一部 埼玉県道・東京都道17号所沢府中線 東京都道・埼玉県道16号立川所沢線の一部                                                                    | 多摩-神奈川県               |
| 35       | 五日市街道                                                                         | いつかいちかいどう           | 杉並区梅里一丁目            | あきる野市館谷                | 東京都道7号杉並あきる野線 | 23区-多摩                   |
| 33       | 井ノ頭通り                                                                         | いのかしらどおり             | 渋谷区宇田川町              | 武蔵野市関前五丁目            | 渋谷区道 東京都道413号赤坂杉並線の一部 東京都道14号新宿国立線 東京都道7号杉並あきる野線                                                                                            | 23区-多摩                   |
| 91       | 吉祥寺通り                                                                         | きちじょうじどおり           | 練馬区関町三丁目            | 世田谷区給田四丁目            | 東京都道116号関町吉祥寺線 東京都道113号杉並武蔵野線の一部 東京都道114号武蔵野狛江線の一部 東京都道117号世田谷三鷹線                                                                | 23区-多摩                   |
|          | 女子大通り                                                                         | じょしだいどおり             |                             |                               | 東京都道113号杉並武蔵野線の一部 | 23区-多摩                   |
| 85       | 新青梅街道                                                                         | しんおうめかいどう           | 新宿区西落合三丁目31        | 西多摩郡瑞穂町箱根ヶ崎        | 東京都道440号落合井草線 東京都道245号杉並田無線 東京都道5号新宿青梅線バイパス | 23区-多摩                   |
| 31       | 世田谷通り                                                                         | せたがやどおり               | 世田谷区三軒茶屋二丁目      | 狛江市東和泉四丁目            | 東京都道・神奈川県道3号世田谷町田線 | 23区-多摩                   |
| 98       | 人見街道                                                                           | ひとみかいどう               | 杉並区浜田山三丁目          | 府中市若松町四丁目            | 東京都道14号新宿国立線 東京都道110号府中三鷹線 | 23区-多摩                   |
| 128      | 富士街道                                                                           | ふじかいどう                 | 練馬区高野台四丁目          | 西東京市田無町一丁目          | 東京都道8号千代田練馬田無線の一部 | 23区-多摩                   |
|          | 保谷新道                                                                           | ほうやしんどう               |                             |                               | 東京都道233号東大泉田無線 | 23区-多摩                   |
| 103      | 芋窪街道                                                                           | いもくぼかいどう             | 立川市栄町三丁目            | 東大和市蔵敷二丁目            | 東京都道43号立川東大和線 | 多摩域内                    |
| 99       | 旧甲州街道                                                                         | きゅうこうしゅうかいどう     | 調布市国領町二丁目          | 府中市本宿町二丁目            | 東京都道229号府中調布線 | 多摩域内                    |
| 59       | 奥多摩街道                                                                         | おくたまかいどう             | 青梅市勝沼一丁目            | 立川市綿町五丁目              | 東京都道29号立川青梅線 | 多摩域内                    |
| 104      | 新奥多摩街道                                                                       | しんおくたまかいどう         | 立川市綿町五丁目 福生市熊川 | 福生市熊川 青梅市河辺町六丁目 | 東京都道29号立川青梅線 | 多摩域内                    |
|          | 浄牧院通り                                                                         | じょうぼくいんどおり         |                             |                               | 東京都道125号東久留米停車場線 | 多摩域内                    |
|          | 東京街道                                                                           | とうきょうかいどう           | 東大和市仲原三丁目          | 西東京市芝久保町四丁目        | 東京都道227号小平停車場野中新田線 | 多摩域内                    |
| 97       | 東八道路                                                                           | とうはちどうろ               | 三鷹市牟礼一丁目            | 国立市谷保                    | 東京都道14号新宿国立線 | 多摩域内                    |
| 141      | 松原通り                                                                           | まつばらどおり               | 調布市仙川町三丁目          | 狛江市元和泉三丁目            | 東京都道114号武蔵野狛江線の一部 | 多摩域内                    |
| 142      | 伏見通り                                                                           | ふしみどおり                 | 西東京市北町三丁目          | 武蔵野市八幡町二丁目          | 東京都道・埼玉県道234号前沢保谷線支線 東京都道233号東大泉田無線支線 東京都道7号杉並あきる野線支線 武蔵野市道                                                                       | 多摩域内                    |
| 143      | 新武蔵境通り                                                                       | しんむさしさかいどおり       | 武蔵野市境南町一丁目        | 武蔵野市関前三丁目            | 東京都道12号調布田無線支線 東京都道7号杉並あきる野線支線 | 多摩域内                    |
| 144      | 天文台通り                                                                         | てんもんだいどおり           | 武蔵野市境二丁目            | 調布市上石原一丁目            | 東京都道123号境調布線の一部 | 多摩域内                    |
| 147      | 多喜窪通り（富士見通り、旭通り）                                                   | たきくぼどおり               | 府中市武蔵台三丁目          | 国分寺市南町二丁目            | 東京都道145号立川国分寺線 | 多摩域内                    |
| 100      | 狛江通り                                                                           | こまえどおり                 | 狛江市東和泉一丁目          | 調布市国領町一丁目            | 東京都道11号大田調布線の一部 | 多摩域内                    |
| 101      | 新小金井街道                                                                       | しんこがねいかいどう         | 府中市是政三丁目            | 清瀬市下清戸一丁目            | 神奈川県道・東京都道9号川崎府中線バイパス 東京都道248号府中小平線 東京都道110号府中三鷹線 東京都道15号府中清瀬線支線 埼玉県道・東京都道40号さいたま東村山線支線                    | 多摩域内                    |
| 145      | 稲城大橋通り                                                                       | いなぎおおはしどおり         | 稲城市東長沼                | 府中市押立町三丁目            | 神奈川県道・東京都道9号川崎府中線バイパス | 多摩域内                    |
| 148      | 新府中街道                                                                         | しんふちゅうかいどう         | 府中市住吉町四丁目          | 小平市小川町一丁目            | 東京都道18号府中町田線支線 埼玉県道・東京都道17号所沢府中線支線 | 多摩域内                    |
| 62       | 町田街道                                                                           | まちだかいどう               | 八王子市東浅川町            | 町田市鶴間八丁目              | 東京都道47号八王子町田線 神奈川県道・東京都道56号目黒町町田線の一部 東京都道141号辻原町田線                                                                                        | 多摩域内                    |
| 152      | 芝溝街道                                                                           | しばみぞかいどう             | 町田市根岸町                | 町田市大蔵町                  | | 多摩域内                    |
| 92       | 三鷹通り                                                                           | みたかどおり                 | 武蔵野市中町三丁目          | 調布市国領町一丁目            | 東京都道121号武蔵野調布線 | 多摩域内                    |
| 96       | 連雀通り                                                                           | れんじゃくどおり             | 三鷹市牟礼六丁目            | 国分寺市東恋ヶ窪四丁目        | 東京都道134号恋ヶ窪新田三鷹線 | 多摩域内                    |
| 93       | 武蔵境通り                                                                         | むさしさかいどおり           | 西東京市田無町一丁目        | 調布市小島町一丁目            | 東京都道12号調布田無線 | 多摩域内                    |
| 146      | 国分寺街道                                                                         | こくぶんじかいどう           | 小平市上水南町二丁目        | 府中市府中町一丁目            | 東京都道133号小川山府中線 | 多摩域内                    |
| 108      | 睦橋通り                                                                           | むつみばしどおり             | 福生市熊川                  | あきる野市淵上                | 東京都道7号杉並あきる野線の一部 | 多摩域内                    |
| 105      | 北野街道                                                                           | きたのかいどう               | 日野市南平四丁目            | 八王子市館町                  | | 多摩域内                    |
| 64       | 野猿街道                                                                           | やえんかいどう               | 八王子市横山町              | 国立市谷保                    | 東京都道20号・神奈川県道525号府中相模原線 東京都道160号下柚木八王子線 | 多摩域内                    |
| 106      | 多摩ニュータウン通り                                                               | たまにゅーたうんどおり       | 多摩市乞田                  | 町田市小山町                  | | 多摩域内                    |
| 149      | 日野バイパス                                                                       | ひのばいぱす                 | 国立市谷保                  | 八王子市高倉町                | 国道20号 | 多摩域内                    |
| 150      | 多摩モノレール通り                                                                 | たまものれーるどおり         | 多摩市南野二丁目            | 立川市柴崎町四丁目            | | 多摩域内                    |
| 151      | 南多摩尾根幹線道路                                                                 | みなみたまおねかんせんどうろ | 町田市小山町                | 稲城市百村                    | | 多摩域内                    |
| 154      | 多摩大橋通り                                                                       | たまおおはしどおり           | 八王子市大和田町二丁目      | 武蔵村山市本町一丁目          | 東京都道59号八王子武蔵村山線 | 多摩域内                    |
| 58       | 滝山街道                                                                           | たきやまかいどう             | 青梅市友田町二丁目          | 八王子市左入町                | 国道411号 | 多摩-山梨県                 |
| 112      | 吉野街道                                                                           | よしのかいどう               | 羽村市羽                    | 西多摩郡奥多摩町小舟波        | 国道411号 | 多摩域内                    |
| 113      | 檜原街道                                                                           | ひのはらかいどう             | あきる野市五日市            | 西多摩郡檜原村数馬            | 山梨県道・東京都道33号上野原あきる野線の一部 東京都道206号川野上川乗線の一部 | 多摩域内                    |
| 165      | 奥多摩周遊道路                                                                     | おくたましゅうゆうどうろ     | 西多摩郡奥多摩町川野        | 西多摩郡檜原村数馬            | 東京都道206号川野上川乗線の一部 | 多摩域内                    |
| 164      | 多摩川南岸道路                                                                     | たまがわなんがんどうろ       | 西多摩郡奥多摩町棚澤        | 西多摩郡奥多摩町氷川          | | 多摩域内                    |
| 114      | 日原街道                                                                           | にっぱらかいどう             | 西多摩郡奥多摩町氷川        | 西多摩郡奥多摩町日原          | 東京都道204号日原鍾乳洞線 | 多摩域内                    |
| 155      | 平山通り                                                                           | ひらやまどおり               | 八王子市堀之内三丁目        | 八王子市大和田町二丁目        | | 多摩域内                    |
| 57       | 秋川街道                                                                           | あきかわかいどう             | 青梅市青梅                  | 八王子市八木町                | 東京都道31号青梅あきる野線 山梨県道・東京都道33号上野原あきる野線の一部 東京都道32号八王子五日市線                                                                                 | 多摩域内                    |
| 111      | 高尾街道                                                                           | たかおかいどう               | 八王子市高尾町              | 八王子市戸吹町                | 東京都道46号八王子あきる野線 | 多摩域内                    |
| 156      | 瑞穂バイパス                                                                       | みずほばいぱす               | 西多摩郡瑞穂町高根          | 西多摩郡瑞穂町むさし野三丁目  | 国道16号 | 多摩-埼玉県                 |
| 60       | 東京環状                                                                           | とうきょうかんじょう         | 西多摩郡瑞穂町二本木        | 町田市相原町                  | 東京都道166号瑞穂あきる野八王子線の一部 国道16号 | 多摩-神奈川県、 多摩-埼玉県 |
| 129      | 旧青梅街道                                                                         | きゅうおうめかいどう         | 青梅市東青梅三丁目          | 青梅市上町                    | 東京都道・埼玉県道63号青梅入間線東京都道・埼玉県道28号青梅飯能線の一部 | 多摩域内                    |
| 157      | 西多摩産業道路                                                                     | にしたまさんぎょうどうろ     | 福生市武蔵野台一丁目        | 青梅市末広町二丁目            | | 多摩域内                    |
| 158      | 羽村街道                                                                           | はむらかいどう               | 羽村市神明台一丁目          | 西多摩郡瑞穂町南平一丁目      | | 多摩域内                    |
| 159      | 永田橋通り                                                                         | ながたばしどおり             | 西多摩郡日の出町大久野      | 福生市福生                    | | 多摩域内                    |
| 160      | 新滝山街道                                                                         | しんたきやまかいどう         | あきる野市牛沼              | 八王子市左入町                | 東京都道46号八王子あきる野線の一部 東京都道169号淵上日野線の一部 | 多摩域内                    |
| 161      | 八王子バイパス                                                                     | はちおうじばいぱす           | 八王子市宇津木町            | 町田市相原町                  | 国道16号 | 多摩-神奈川県               |
| 162      | 山田通り                                                                           | やまだどおり                 | 西多摩郡日の出町平井        | 八王子市上川町                | 東京都道185号山田平井線 東京都道61号山田宮の前線の一部 | 多摩域内                    |
| 163      | 美山通り                                                                           | みやまどおり                 | 八王子市上川町              | 八王子市元八王子町三丁目      | 東京都道61号山田宮の前線の一部 | 多摩域内                    |
| 107      | 岩蔵街道                                                                           | いわくらかいどう             | 西多摩郡瑞穂町箱根ヶ崎      | 青梅市富岡三丁目              | | 多摩域内                    |
| 109      | 小曽木街道                                                                         | おそぎかいどう               | 青梅市森下町                | 青梅市富岡                    | 東京都道・埼玉県道53号青梅秩父線の一部 東京都道・埼玉県道28号青梅飯能線の一部 | 多摩-埼玉県                 |
| 110      | 成木街道                                                                           | なりきかいどう               | 青梅市東青梅二丁目          | 青梅市成木七丁目              | 東京都道・埼玉県道28号青梅飯能線の一部 東京都道・埼玉県道53号青梅秩父線の一部 | 多摩-埼玉県                 |
|          | 安行街道（旧日光街道）                                                             | あんぎょうかいどう           |                             |                               | 東京都道103号吉場安行東京線 | 23区-埼玉県                 |
|          | 岩槻街道                                                                           | いわつきかいどう             |                             |                               | 国道122号 | 23区-埼玉県                 |
| 70       | 尾久橋通り                                                                         | おぐばしどおり               | 台東区根岸二丁目            | 足立区舎人四丁目              | 東京都道・埼玉県道58号台東川口線 | 23区-埼玉県                 |
| 20       | 川越街道                                                                           | かわごえかいどう             | 板橋区成増二丁目            | 豊島区東池袋一丁目            | 国道254号 | 23区-埼玉県                 |
| 90       | 笹目通り                                                                           | ささめどおり                 | 練馬区南田中四丁目          | 板橋区三園二丁目              | 東京都道443号南田中町旭町線東京都道・埼玉県道68号練馬川口線の一部 | 23区-埼玉県                 |
|          | 草加バイパス                                                                       | そうかばいぱす               |                             |                               | 国道4号 | 23区-埼玉県                 |
| 22       | 中仙道                                                                             | なかせんどう                 | 豊島区西巣鴨三丁目          | 板橋区舟渡三丁目              | 国道17号 | 23区-埼玉県                 |
| 89       | 新大宮バイパス                                                                     | しんおおみやばいぱす         | 練馬区北町三丁目            | 板橋区新河岸三丁目            | 国道17号 | 23区-埼玉県                 |
| 130      | 鳩ヶ谷街道                                                                         | はとがやかいどう             | 足立区江北二丁目            | 足立区入谷九丁目              | 東京都道・埼玉県道106号東京鳩ヶ谷線 | 23区-埼玉県                 |
| 69       | 小金井街道                                                                         | こがねいかいどう             | 府中市宮町一丁目            | 清瀬市中里二丁目              | 東京都道15号府中清瀬線 東京都道・埼玉県道24号練馬所沢線の一部 | 多摩-埼玉県                 |
| 94       | 志木街道                                                                           | しきかいどう                 | 東村山市秋津町三丁目        | 清瀬市下清戸五丁目            | 埼玉県道・東京都道40号さいたま東村山線 | 多摩-埼玉県                 |
| 102      | 立川通り                                                                           | たちかわどおり               | 立川市綿町六丁目            | 小平市小川町一丁目            | 東京都道・埼玉県道16号立川所沢線 立川市道 | 多摩-埼玉県                 |
| 68       | 所沢街道                                                                           | ところざわかいどう           | 西東京市田無町一丁目        | 東村山市久米川五丁目          | 東京都道・埼玉県道4号東京所沢線の一部 | 多摩-埼玉県                 |
| 95       | 多摩湖自転車歩行者道                                                               | たまこじてんしゃどう         | 西東京市田無町三丁目        | 東村山市多摩湖町三丁目        | | 多摩域内                    |
| 27       | 水戸街道                                                                           | みとかいどう                 | 墨田区向島二丁目            | 葛飾区金町三丁目              | 国道6号 | 23区-千葉県                 |
| 42       | 新大橋通り                                                                         | しんおおはしどおり           | 中央区銀座八丁目            | 江戸川区江戸川三丁目          | 東京都道・千葉県道50号東京市川線 | 23区-千葉県                 |
| 54       | 千葉街道                                                                           | ちばかいどう                 | 江戸川区松島一丁目          | 江戸川区北小岩三丁目          | 国道14号 | 23区-千葉県                 |
| 79       | 葛西橋通り                                                                         | かさいばしどおり             | 江東区永代二丁目            | 江戸川区東葛西三丁目          | 東京都道475号永代葛西橋線 東京都道・千葉県道10号東京浦安線の一部 | 23区-千葉県                 |
| 80       | 湾岸道路                                                                           | わんがんどうろ               | 大田区羽田空港三丁目        | 江戸川区臨海町六丁目          | 国道357号 | 23区-神奈川県、 23区-千葉県 |
| 15       | 甲州街道                                                                           | こうしゅうかいどう           | 新宿区内藤町                | 八王子市南浅川町              | 国道20号 東京都道256号八王子国立線 | 23区-多摩、 多摩-山梨県     |
| 17       | 青梅街道                                                                           | おうめかいどう               | 新宿区歌舞伎町一丁目        | 西多摩郡奥多摩町留浦          | 東京都道・埼玉県道4号東京所沢線の一部 東京都道5号新宿青梅線 国道411号の一部 | 23区-多摩、 多摩-山梨県     |
| 61       | 陣馬街道                                                                           | じんばかいどう               | 八王子市追分町              | 八王子市上恩方町              | | 多摩-山梨県                 |
| 115      | 大島一周道路                                                                       | おおしまいっしゅうどうろ     | 大島町元町元町港            | 大島町元町                    | 東京都道208号大島循環線 | 島嶼                        |
| 116      | 三原山登山道路                                                                     | みはらやまとざんどうろ       | 大島町元町                  | 大島町湯場                    | 東京都道207号大島公園線 | 島嶼                        |
| 117      | 新島本道                                                                           | にいじまほんどう             | 新島本村新町                | 新島本村若郷                  | 東京都道211号若郷新島港線 | 島嶼                        |
| 118      | 式根本道                                                                           | しきねほんどう               | 新島本村泊                  | 新島本村式根ヶ沢              | 東京都道237号式根島循環線 | 島嶼                        |
| 119      | 神津本道                                                                           | こうづほんどう               | 神津島村長浜                | 神津島村多幸                  | 東京都道224号神戸山多幸線 | 島嶼                        |
| 120      | 三宅一周道路                                                                       | みやけいっしゅうどうろ       | 三宅村神着                  | （周回）三宅村神着            | 東京都道212号三宅循環線 | 島嶼                        |
| 166      | 八丈一周道路                                                                       | はちじょういっしゅうどうろ   | 八丈町大賀郷                | （周回）八丈町大賀郷          | 東京都道215号八丈循環線 | 島嶼                        |
| 167      | 八丈中央道路                                                                       | はちじょうちゅうおうどう     | 八丈町三根                  | 八丈町大賀郷                  | 東京都道216号神湊八重根港線 | 島嶼                        |
| 168      | 八丈空港道路                                                                       | はちじょうくうこうどうろ     | 八丈町三根                  | 八丈町大賀郷                  | 東京都道216号神湊八重根港線 | 島嶼                        |
| 169      | 青ヶ島本道                                                                         | あおがしまほんどう           | 青ヶ島村                    | 青ヶ島村西郷                  | 東京都道236号青ヶ島循環線 | 島嶼                        |
| 170      | 利島一周道路                                                                       | としまいっしゅうどうろ       | 利島村                      | （周回）利島村                | 東京都道228号利島環状線 | 島嶼                        |
| 171      | 御蔵島本道                                                                         | みくらじまほんどう           | 御蔵島村                    | 御蔵島村南郷                  | 東京都道223号御蔵島環状線 | 島嶼                        |
| 121      | 湾岸通り                                                                           | わんがんどおり               | 小笠原村父島西町            | 小笠原村父島洲崎              | 東京都道240号父島循環線 | 小笠原諸島                  |
| 122      | 小港道路                                                                           | こみなとどうろ               | 小笠原村父島扇浦            | 小笠原村父島小港              | 東京都道240号父島循環線 | 小笠原諸島                  |
| 123      | 夜明道路                                                                           | よあけどうろ                 | 小笠原村父島奥村            | 小笠原村父島小曲              | 東京都道240号父島循環線 | 小笠原諸島                  |

## 参照
1. 1 2 3  “通称道路名設定事業の経緯及び概要について”.   東京都建設局. 2019年9月19日閲覧。
2. ↑  昭和38年東京都条例第70号
3. ↑  “東京都通称道路名検討委員会”.   東京都建設局. 2019年9月19日閲覧。
4. ↑  平成26年東京都公告第28号
5. ↑  「東京都通称道路の変更について」（pdf）『東京都公報』第16581号、2018年3月30日、27-28頁。
6. ↑  “東京都通称道路名一覧表” (pdf).   東京都建設局. 2019年9月19日閲覧。